# Alfonso Iglesias
Alfonso Iglesias   (Navia, gener 1910 - Oviedo, 23 de febrer de 1988) Alfonso Iglesias López de Vívigo va ser un dibuixant, comediògraf i pintor asturià. Majorment conegut per la sèrie de còmic, Telva, Pinón y su sobrino Pinín. Signava com Alfonso.

## Biografia
Alfonso Iglesias, va néixer a Navia (Asturias), el gener de 1910. Es va llicenciar en ciències, però ben aviat va deixar la seva carrera universitària per dedicar-se al dibuix humorístic.
A partir de 1931 va començar a treballar en el diari Región. Els seus primers dibuixos van aparèixer en periòdics com La Voz de Asturias i El Carbón. També va col·laborar amb La Nueva España de Oviedo pràcticament des de la seva fundació el novembre de 1936. En aquest periòdic una vegada acabada la guerra civil espanyola, i deixant de banda l'acudit mes polític i de propaganda, va crear els seus personatges més populars: Telva, Pinón, malgrat sé uns personatges genuïnament asturians van consagrar el seu creador al tot l'estat. Posteriorment als dos personatges s'hi va afegir, Pinín.
Va ser un dels impulsors de la Societat Ovetense de Festejos, en la tertúlia del cafè Alvabusto, mitjançant iniciativa presentada per l'amo d'aquest, Modest Vallina a la qual va presentar el projecte del popular, Dia d'Amèrica a Astúries, una desfilada que es fa a Oviedo des de la dècada de 1950.
Fora del món de la historieta i l'humor, Alfonso Iglesias va ser membre de l'Institut d'Estudis Asturians (IDEA).
Es van agrupar per primera vegada les seves històries en Aventures de Pinín, que de Pinón ye sobrín, de 1944. Unes altres de les seves creacions van ser Pim Coll'Otto (1946) i  Rufina, una moza de Proacina (1954). A partir d'aquest últim any algunes de les aventures de Pinín es van repartir en forma de cromos amb la xocolata, La Cibeles.
El 1958 es va mudar a Madrid on va treballar per a l'Alcázar, Arriba o Pueblo, la revista Ama i va col·laborar a Televisió Espanyola com a dibuixant de programes infantils i d'altres. Més tard va publicar noves aventures de Pinín a Gente Menuda, el suplement infantil del diari ABC. Més tard es varen porta al teatre, a la narrativa i fins i tot al cinema (Las Aventuras de Pinín y sus amigos, 1979).
Va tornar a Astúries per a seguir amb les històries de la seva trilogia més popular de personatges.
Com a pintor aquarel·lista va fer diverses exposicions a l'estat espanyol i a l'estranger. Com a il·lustrador va publicar una monografia titulada El libro de los hórreos, editada el 1975. En altres camps va fer guions de documentals i una adaptació en dibuixos animats de les aventures de Pinín.

## Llegat

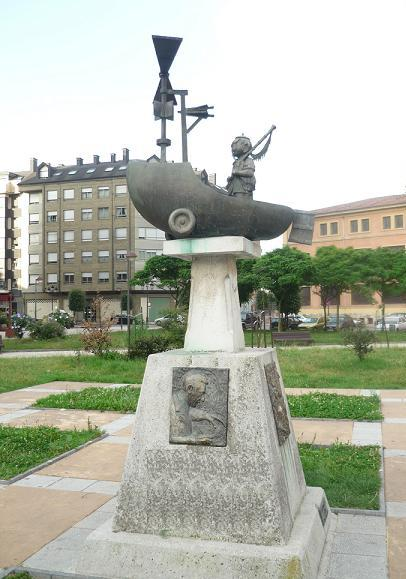
Pinín i Alfonso Iglesias en La Felguera

Els seus personatges es van convertir en tot un símbol a Astúries entre joves i grans. A Astúries existeixen tres monuments a la seva persona:
- El 1987, abans de la seva mort es va inaugurar un bust a Oviedo[5]
- A la seva vila natal, Navia, es va batejar un parc amb el seu nom el 1997.
- I, a la finals dels noranta, a La Felguera, es va descobrir un monument a Pinín en el seu madreñogiro i al seu creador.

El novembre de l'any 2004 va tenir una nova edició de luxe acolorida, impresa en quatre toms de tapa dura i editada pel diari La Nueva España i un dels fills de l'autor. Es va fer un extens desplegament publicitari a través del periòdic, va durar tot el mes d'octubre i part de novembre. Molt superior al dut a terme el 1944. El que el porta a seixanta-un anys d'existència en premsa. Els toms es van lliurar durant quatre diumenges amb el periòdic.
En una sala de l'aeroport d'Astúries s'exposa permanentment una rèplica a grandària natural del cèlebre madreñogiro de Pinín, construït en fusta.

## Obra
| Data | Títol                                               | Tipus | Publicació         |
| ---- | --------------------------------------------------- | ----- | ------------------ |
| 1938 | Lo que pasó en siete días, contado para que te rías | Serie | Carbón             |
| 1939 | Telva y Pinón                                       | Serie | La Nueva España    |
| 1940 | Cien chistes de Telva y Pinón                       | Àlbum | La Nueva España    |
| 1943 | Aventures de Pinín, que de Pinón ye sobrín          | Serie | Niños              |
| 1944 | Les Aventures de Pinín, que de Pinón ye sobrín      | Àlbum | La Nueva España    |
| 194  | Chistes                                             | Àlbum |                    |
| 194  | Chistes de Alfonso                                  | Àlbum |                    |
| 194  | Pim Coll' Otto                                      | Àlbum |                    |
| 1946 | Pim Coll' Otto                                      | Sèrie | Niños              |
| 1952 | La familia deportiva                                | Sèrie | Asturias Deportiva |
| 1952 | El Pollín Atómico                                   | Sèrie | La Nueva España    |
| 1954 | Un serial de la Rufina, la moza de Proacina         | Sèrie | Niños              |
| 1954 | La aldea moderna                                    | Àlbum | Autoedició         |
| 1959 | Amuca                                               | Sèrie | Amuca              |
| 1963 | Aprendiendo a andar                                 | Àlbum | Pegaso             |
| 1985 | Les Aventures de Pinín, que de Pinón ye sotarín     | Àlbum | La Nueva España    |